# Dave Wottle
David James (Dave) Wottle (Canton, 7 augustus 1950) is een voormalig Amerikaans atleet.

## Biografie
Wottle won tijdens de Olympische Zomerspelen 1972 in het West-Duitse München de gouden medaille op de 800 meter. Deze race is de geschiedenis ingegaan als een van de verrassendste momenten op een 800 m. Wottle had van in het begin een grote achterstand op de rest, maar kon vooral in de laatste 300 m nog veel goedmaken, om uiteindelijk met slechts 0,03 seconden voorsprong op de tweede te winnen. Tijdens de medailleceremonie vergat hij om zijn kenmerkende witte pet af te zetten tijdens het volkslied, wat door velen werd opgevat als een belediging of een protest tegen zijn eigen land. Later heeft hij zich hiervoor geëxcuseerd.

## Palmares

### 800 m
- 1972:  OS - 1.45,85

### 1500 m
- 1972: HF OS - 3.41,6

## Persoonlijke records
| Onderdeel | Prestatie | Datum | Plaats |
| --------- | --------- | ----- | ------ |
| 800m      | 1.44,3    | 1972  |        |
| 1500m     | 3.36,2    | 1973  |        |

1896: Teddy Flack ·
1900: Alfred Tysoe ·
1904: Jim Lightbody ·
1908: Mel Sheppard ·
1912: Ted Meredith ·
1920: Albert Hill ·
1924: Douglas Lowe ·
1928: Douglas Lowe ·
1932: Tommy Hampson ·
1936: John Woodruff ·
1948: Mal Whitfield ·
1952: Mal Whitfield ·
1956: Tom Courtney ·
1960: Peter Snell ·
1964: Peter Snell ·
1968: Ralph Doubell ·
1972: Dave Wottle ·
1976: Alberto Juantorena ·
1980: Steve Ovett ·
1984: Joaquim Cruz ·
1988: Paul Ereng ·
1992: William Tanui ·
1996: Vebjørn Rodal ·
2000: Nils Schumann ·
2004: Joeri Borzakovski ·
2008: Wilfred Bungei ·
2012: David Rudisha ·
2016: David Rudisha ·
2020: Emmanuel Korir ·
2024: Emmanuel Wanyonyi